# Aimee Kelly
Aimee Kelly (Newcastle upon Tyne Inglaterra, 8 de julio de 1993) es una actriz británica, más conocida por interpretar a Maddy Smith en la serie Wolfblood y a Kayla en Sket.
Completó sus estudios en Tring Park Performing Arts School. Audicionó para el papel de Mini McGuinness en Skins, pero quien lo obtuvo fue Freya Mavor.

## Filmografía y créditos televisivos
| Año       | Título                 | Papel       | Medio        | Notas                       |
| --------- | ---------------------- | ----------- | ------------ | --------------------------- |
| 2011      | Sket                   | Kayla       | Película     | Protagonista                |
| 2012      | Playhouse Presents     | Sammy       | película     | 1 episodio                  |
| 2012-2014 | Wolfblood              | Maddy Smith | Serie TV     | Protagonista temporadas 1-2 |
| 2014      | ¡Llama a la comadrona! | Norma       | Serie TV     | 1 episodio                  |
| 2014      | Girl to Girl           |             | Cortometraje | Protagonista                |